# Ingomar, the Barbarian
Ingomar, the Barbarian er en amerikansk stumfilm fra 1908 af D. W. Griffith.

## Medvirkende
- Charles Inslee som Ingomar
- Harry Solter som Myron
- Florence Lawrence som Parthenia
- George Gebhardt som Polydor
- Linda Arvidson